# آل السريع
آل السريع، هي إحدى المراكز التابعة لمدينة أبها في منطقة عسير، تقع في جنوب غرب المملكة العربية السعودية، تسكنها قبيلة قحطان، ويقطنها 5000 نسمة.